# Rio Duna
Le rio Duna est un fleuve brésilien du littoral de l'État de Santa Catarina.
Sa source se situe dans la Serra do Tabuleiro, sur le territoire de la municipalité de Paulo Lopes. Il s'écoule vers le sud et se jette dans le lagoa do Mirim après avoir traversé la municipalité d'Imbituba.